# Ahliesaurus brevis
Ahliesaurus brevis är en fiskart som beskrevs av Bertelsen, Krefft och Marshall, 1976. Ahliesaurus brevis ingår i släktet Ahliesaurus och familjen Notosudidae. Inga underarter finns listade i Catalogue of Life.